# Aero (Fluggesellschaft)
Aero (mit vollem Namen Towarzystwo Komunikacji Powietrznej AERO S.A. – poln. für „Gesellschaft des Luft Verkehrs AERO AG“) war eine 1925–1928 aktive polnische Fluggesellschaft mit dem Sitz in Posen.

## Geschichte
Das Unternehmen wurde im Februar 1925 von einem Komitee um den Posener Woiwoden Adolf Bniński gegründet und am 27. Februar gerichtlich registriert. Im Gegensatz zur Aerolloyd basierte es ausschließlich auf dem inländischen Kapital, das größtenteils durch Eigenunternehmen der Woiwodschaft Posen und der Stadt Posen sowie die Stadt direkt, darüber hinaus durch Namensaktien für Banken und Privatinvestoren erbracht wurde. Im Mai 1925 erhielt es eine Konzession des Eisenbahnministeriums und nahm am 25. Mai mit den von CIDNA gekauften zwei Farman F.70 die regelmäßige Verbindung von Posen nach Warschau auf. Nach dem Erhalt von drei weiteren, fabrikneuen Farmans eröffnete man am 2. November 1925 eine zweite Verbindung nach Warschau mit der Zwischenlandung in Łódz, die jedoch mit dem Jahresende wieder aufgegeben wurde. Die erhaltenen Bewilligungen für die Flugverbindungen Posen–Bromberg–Danzig, Posen–Kattowitz–Krakau und Posen–Zbąszyń (damals Grenze zum Deutschen Reich auf dem Flug Richtung Berlin) wurden hingegen nie in Anspruch genommen.
Das Unternehmen konnte in den vier Jahren seines Bestehens keine Gewinne erwirtschaften. Bedingt durch die Störanfälligkeit des benutzten Flugzeugmusters fiel etwa jeder zweite Flug aus, sodass in der Folge auch die Platzbelegung zurückging. Die wirtschaftliche Lage des Unternehmens verschlechterte sich dermaßen, dass die Rechnungen selten fristgerecht beglichen werden konnten und sich teilweise die Flughafenbetreiber weigerten, die Flugzeuge zu betanken. Dennoches erhielt die Gesellschaft staatliche Zuschüsse. Erst nachdem am Anfang des Jahres 1928 ein größerer Vorrat an Ersatzmotoren beschafft werden konnte, verbesserte sich die Lage und die einzige betriebene Verbindung konnte nunmehr regelmäßig geflogen werden. Dennoch überschritt im Sommer 1928 die Anzahl der Notlandungen seit der Unternehmensgründung ein Hundert. Als Ersatz für die nicht zuverlässigen und mittlerweile veralteten Farmans bestellte man am 10. Mai 1928 sechs Flugzeuge des Musters Fokker F.VII, die ab November 1928 ausgeliefert wurden. Da der Präsidialverordnung vom 14. März 1928 zufolge die Aero am 27. Dezember 1928 aufgelöst bzw. mit dem Folgetag in die Linje Lotnicze LOT einging, wurden diese erst durch die Nachfolgegesellschaft abgenommen. Die LOT übernahm ebenso die Angestellten der Aero.

## Flotte und Strecke
Die Aero verfügte über fünf einmotorige Doppeldecker des französischen Musters Farman F.70 mit vier Fluggastsitzen. Die Flugzeuge trugen die Kennzeichen P–POZ.A bis P–POZ.E. Die Wahl des französischen Fluggeräts trotz vom Anfang an bestehenden Bedenken zu seiner Qualität fiel aus dem politischen Motiv, sich von den deutschen Fabrikaten der Aerolloyd abzugrenzen. Am 16. November 1928 wurde P–POZ.C bei einer Notlandung stark beschädigt und aus dem Register gelöscht. Die übrigen vier Flugzeuge wurden nicht mehr von der LOT übernommen und mit dem 31. Dezember 1928 ausgemustert.
Die Flugzeit auf der einzigen regelmäßig betriebenen Strecke Posen–Warschau (und zurück) betrug gemäß dem Flugplan 120 Minuten (Luftlinie 285 km). Die Verbindung wurde einmal täglich bedient, mit Abflug 8:30 Uhr in Posen und 17:00 Uhr in Warschau. Im letzten Betriebsjahr beförderte man in 356 Flügen 667 Fluggäste.